# Стефан I (Спанхайм)
Вижте пояснителната страница за други личности с името Стефан I.
Стефан I фон Спанхайм (на немски: Stefan von Spanheim, † ок. 1080) от род Дом Спонхайм е граф на Спонхайм през средата на 11 век.
Той е прародител на останалите в рейнската родина Спонхайми, които продължават да живеят в днешните князе фон Сайн-Витгенщайн.
Стефан I е братовчед на граф Зигфрид I от Спанхайм, който е прародител на каринтийските Спанхайми.
Той прозлиза вероятно от Майнц. Племенник е на Рутхард, архиепископ на Майнц (1089–1109). Стефан I се жени за сестра на граф Бертхолд IV от Щромберг († 1075/1081).
Последван е от син му граф Стефан II от Спонхайм († 1096), който 1092 г. се жени за София фон Формбах (* ок. 1050/1055, † сл. 1088), вдовица на геген-крал Херман от Салм.